# Sulaymaniyya
Sulaymaniyya (in arabo السليمانية‎?, al-Sulaymaniyya; ufficialmente Silêmanî in curdo) è una città del Kurdistan iracheno, capoluogo dell'omonimo governatorato, non lontana dal confine con l'Iran. La città è circondata dalla catena montuosa di Azmer, Goyija e Qaiwan a nord-est, dal Monte Baranan a sud e le colline Tasluja ad ovest. La città ha un clima semi arido, con estati molto calde e secche e inverni freddi e umidi.
Fu fondata nel 1784 da un principe curdo, Ibrahim Pascià Baban, che ne fece la capitale del suo principato (1784-1850). Sin dalla sua fondazione, Sulaymaniyya è stato un centro di aggregazioni di grandi personalità, tra poeti, scrittori, storici, politici, intellettuali e cantanti, fra cui spiccano il poeta e studioso Nalî, il poeta Mahwi, lo scrittore e giornalista Piramerd e la poetessa Mastura Ardalan.
Conta 878 146 abitanti. È situata a 35° 33′ 0″ N, 45° 25′ 0″ E.
Nel 1990 fu occupata da Noşîrwan Mistefa e da allora è controllata dalla Unione Patriottica del Kurdistan.

## Storia

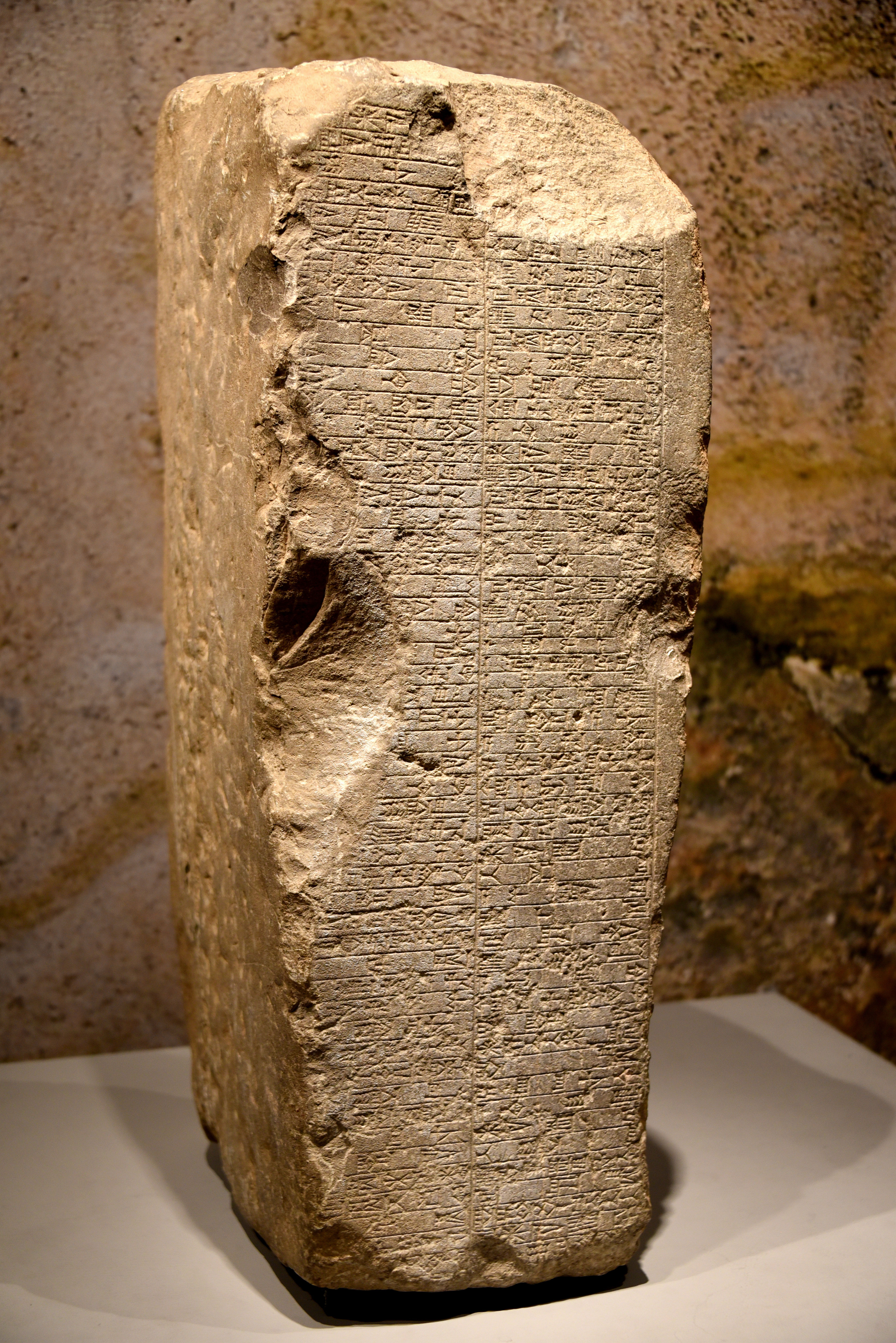
Stela di Iddi-Sin, regnante del Regno of Simurrum, risalente alla prima dinastia babilonese, 2003-1595 a.C.. La stele è conservata nel villaggio di Qarachatan, nel governatorato di Sulaymaniyya.

La regione di Sulaymaniyya, prima della sua fondazione, era conosciuta con il nome di Zamwa. La capitale del principato curdo di Baban (1649 - 1850), all'epoca era un territorio chiamato "Qelaçiwalan". Al tempo della dominazione Baban sulla regione, era in corso un grande conflitto fra la dinastia safavide e l'Impero ottomano. Qelaçiwalan divenne il terreno di scontro fra i due rivali.
Data l'importanza strategica del territorio, che si trovava profondamente all'interno delle terre safavidi, c'era la preoccupazione che Qelaçiwalan sarebbe stata attaccata e conquistata se i Baban non avessero fornito supporto militare ai Safavidi, poiché sia il sultano Mahmud II che Nader Shah stavano cercando di ottenere il supporto dei diversi emirati curdi. Questa situazione costrinse Mahmud Pascià Baban nel 1781 a pensare di trasferire il centro del proprio emirato in un luogo più sicuro. Scelse quindi Melkendî, all'epoca un villaggio, per costruire un discreto numero di Serahs per le proprie unità militari e politiche.
Nel 1783, Ibrahim Pascià Baban divenne sovrano dell'emirato, e cominciò la costruzione di una nuova città che sarebbe diventata la capitale dell'Emirato di Baban. Un anno dopo fu terminata la costruzione di alcuni Qeyserîs (palazzi usati per il commercio) e bazaar, che servivano anche come bagni pubblici. Ibrahim Pascià quindi invitò la gente dei villaggi e degli emirati vicini a trasferirsi nella città appena fondata. In breve tempo, Melkendî, che doveva essere la città, divenne solo uno dei suoi quartieri, così come lo è oggi. La città fu quindi rinominata Sulaymaniyya, in onore di Sulaiman Baba, il primo principe Baban ad aver ottenuto il controllo della provincia di Shahrizor e la sua capitale, Kirkuk. Quasi un secolo prima infatti, Sulaiman aveva invaso l'Iran, sconfiggendo le forze difensive nel principato di Ardalan nel 1694. Il sultano ottomano Mustafa II, come ricompensa gli assegnò il governo del distretto di Baban, che includeva la città di Kirkuk.
Nei primi anni dell'Ottocento, rifugiati provenienti da Ardalan si spostarono a Sulaymaniyah. Fra essi, c'era anche Mastura Ardalan, la vedova di Khasraw Khani Ardalan, sovrano del principato dal 1824 al 1834. Ardalan scrisse un libro sulla storia dei curdi in Persia, e fu sepolta in città alla sua morte, avvenuta nel 1848.
Nel frattempo, i Baban scomparvero dalla scena, e il vuoto di potere fu riempito dagli sceicchi curdi Barzanji, mentre gli sceicchi di Barzan presero il controllo del principato di Hakari-Bahdinan. Fino ai primi anni del XX secolo, l'antica famiglia sceicca dei Barzanji, guidata dallo sceicco Mahmud, divenne la famiglia più importante della città.

### Età contemporanea

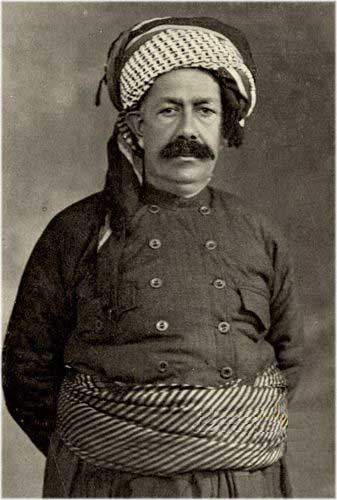
Lo sceicco Mahmud Barzanji

Dopo la prima guerra mondiale, e il conseguente collasso dell'Impero ottomano, l'amministrazione ottomana sulla città terminò ufficialmente, lasciando lo sceicco Mahmud a capo della città e delle campagne vicine. Nell'autunno del 1918, il mutasariff (commissario) ottomano e la sua guarnigione si arresero a Mahmud, segnando di fatto la fine dell'amministrazione ottomana nella regione. Poco dopo, lo sceicco inviò lettere alle autorità inglesi a Baghdad, chiedendo che anche i curdi fossero riconosciuti come un popolo liberato dal dominio ottomano. Gli inglesi, notando il carisma e le capacità amministrative dello sceicco, e avendo esperienza del controllo indiretto dei territori, padroneggiato in India, acconsentirono alle sue richieste. Il maggiore Noel, inviato dalle autorità inglesi per trattare i rapporti fra le forze d'occupazione britanniche e la realtà curda, arrivò in città nel novembre del 1918, e fu accolto festosamente. Il militare si mise subito in azione per far sì che il nuovo sistema amministrativo fosse subito operativo. Mahmud fu quindi nominato governatore del distretto di Sulaymaniyya e messo a capo della neonata Federazione Curda del Sud. I capi tribù furono incaricati del governo delle proprie tribù ed erano responsabili di fronte a Mahmud.
Mahmud fu però persuaso che era suo diritto essere a capo di uno stato curdo indipendente; nel 1919 si ribellò agli inglesi, imprigionando i funzionari inglesi e facendo di Sulaymaniyya la propria capitale amministrativa. Gli inglesi soppressero rapidamente la ribellione nel giugno dello stesso anno, ed esiliarono Mahmud in India nel 1921. Il maggiore E.B. Boane fu messo a capo della città e del distretto. Il maggiore, pur governando con il pugno di ferro, era favorevole ai curdi e alla causa del Kurdistan. Durante il suo incarico, la città conobbe un periodo di prosperità. Il militare incoraggiò l'agricoltura e la coltivazione del tabacco, proteggendo le classi sociali più povere, e ricostruendo parti della città distrutte dai turchi. Riconoscendo il carattere curdo della città, aiutò la popolazione a conservare la tradizione e rafforzarla. Nelle scuole veniva insegnato in curdo, e non in arabo o turco. La cultura e la lingua curda furono promosse, tramite la fondazione del primo giornale curdo della regione e l'obbligo di vestire secondo gli abiti tradizionali curdi. Questo atteggiamento permise di raggiungere un grado di autonomia locale non presente in altre regioni, e di trasformare la città in un centro di riferimento culturale e politico per l'intero Kurdistan iracheno.
Nel 1922, le ribellioni fomentate dai turchi lungo tutta la regione del Kurdistan iracheno, costrinsero le autorità britanniche a reinsediare Mahmud a capo del distretto. Non ci volle molto perché l'uomo ricominciò a manifestare le sue idee indipendentiste, proclamandosi re di tutti i curdi iracheni. Dal 1922 al 1924, Sulaymaniyya fu designata capitale del Regno del Kurdistan, uno stato non riconosciuto che fu poi nuovamente represso dagli inglesi nel 1924. Tuttavia, al tempo dell'occupazione, Sulaymaniyya aveva sviluppato una chiara identità curda, in netto contrasto con la dominazione arabo-irachena e del tutto ostile a qualsiasi tentativo di integrazione sotto il governo iracheno. La fiera difesa della propria identità curda portò anche numerosi intellettuali favorevoli alla causa del popolo curdo a rientrare nella città, per poter continuare le proprie attività culturali e politiche.
Nel gennaio 1926 la Società delle Nazioni conferì agli inglesi un mandato sopra il territorio iracheno, prevedendo diritti speciali per i curdi. Nel 1930-1931, lo sceicco Mahmud fece il suo ultimo tentativo infruttuoso di liberare il Kurdistan, si ritirò sulle montagne e in seguito firmò un accordo di pace con il governo iracheno e si stabilì nel nuovo Iraq nel 1932. Negli anni Cinquanta, dopo la nascita di Israele, i residenti ebrei della città migrarono verso il nuovo Stato.
Il 23 aprile 1982, nel pieno della guerra Iraq-Iran, nella città scoppiò una manifestazione contro gli arresti e le torture di alcuni giovani, accusati di pianificare una rivolta contro il regime arabo baathista. Dal 1986, anno di arrivo dei primi prigionieri politici del regime di Saddam Hussein, sino alla liberazione da parte dei peshmerga curdi il 9 marzo 1991, la città ospitò la Amna Suraka o "prigione rossa". L'edificio fungeva da quartier generale della divisione settentrionale del Mukhabarat, agenzia di intelligence segreta dell'Iraq. Il Mukharbarat era usato come luogo per la tortura e la detenzione della popolazione curda irachena contraria al governo. Nel 1991, a seguito di una serie di rivolte in Iraq, la città fu occupata dai peshmerga e la prigione liberata. Oggi ospita un museo sulla storia della repressione del popolo curdo.

## Società

### Evoluzione demografica
Nel 1820, dopo soli 26 anni dalla sua fondazione, un uomo inglese di nome Rech visitò la città, e stimò che contasse circa 10 000 abitanti, divise in 2 144 famiglie, delle quali 2 000 erano musulmane, 130 ebree e 14 cristiane. Documenti ottomani del 1907 suggeriscono che all'epoca vi erano 8 702 residenti musulmani e 360 di altre religioni. Il primo giornale curdo della città, il Peshkawtin, stimò che la popolazione fosse intorno alle 10 000 persone.
Secondo i dati più recenti del governo iracheno, nel 1947 la città contava 23 475 abitanti, cresciuti a 548 747 nel 1998 e a 656 000 nel 2015.

## Educazione
L'istruzione pubblica è gratuita dalla scuola elementare sino alla laurea.

### Università
La nuova Università di Sulaymaniyah è stata fondata nel 1991, insegnando in curdo, inglese e arabo. Una seconda, nuova università è la Sulaimani Polytechnic University, fondata nel 2012, con insegnamenti in curdo, inglese e arabo. La Qaiwan International University (QIU) è stata fondata nella città di Sulaymaniyah nel 2018. Questa università è in franchising con la Universiti Teknologi Malaysia (UTM) per gestire diversi programmi accademici. Gli studenti che si iscrivono agli studi accademici presso la QIU ricevono diplomi rilasciati da UTM.
Nel 2007 l'American University of Iraq - Sulaimani, è stata una nuova aggiunta alle università americane in Medio Oriente, galla sua quinta classe nel 2016. L'università insegna solamente in inglese, con un programma accreditato dagli Stati Uniti in inglese come seconda lingua (ESL).
La Komar University of Science and Technology di Sulaymaniyah (KUST) è stata istituita e autorizzata dal Ministero dell'istruzione superiore e della ricerca scientifica nel governo della regione del Kurdistan, con la lettera ufficiale n. 17867/7 del 18 ottobre 2009. La KUST è un'università privata governata da un consiglio di fondazione e gestita da un consiglio di amministrazione. Il suo campus principale si trova a Sulaymaniyah. KUST ha offerto i suoi primi corsi di insegnamento nel 2010 con un corso estivo di lingua inglese (livelli 1 e 3).
L'Università dello sviluppo umano è un'altra università molto rinomata a Sulaymanyah. La University of Human Development (UHD) è un'università privata senza fini di lucro fondata dal professor Dr. Ali Muhealdin Qaradaghi nel 2008 e aperta ufficialmente dal decreto ufficiale n. 19211/3 del 16 dicembre 2008 emesso dal Ministero dell'istruzione superiore e della ricerca scientifica, governo regionale del Kurdistan.

## Cultura
Sulaymaniyya è considerata il centro della cultura curda soranî in Kurdistan, ed è ufficialmente riconosciuta come capitale culturale del Kurdistan del sud. Lo sviluppo della lingua curda soranî cominciò nella città nei primi anni del XIX secolo, quando molti poeti curdi come Nalî, Piramerd, Muhamed Amin Zaki, Abdulla Goran, Muhamad Salih Dilan, Ahmad Hardi, Ibrahim Ahmad, Nuri Sheikh Salih Sheikh Ghani Barzinji, Sherko Bekas, and Bachtyar Ali pubblicarono i loro lavori.
Nel 2006, il Movimento Gorran, nacque in città per sfidare quello il gruppo considera il governo "corrotto" e "nepotista" curdo. Il movimento ha guadagnato un enorme supporto in città. La città ha due giornali indipendenti e due giornali politici indipendenti.
Sulaymaniyya è l'unica città nel Kurdistan del sud che celebra regolarmente la Festa della musica. Durante un viaggio in città, un giornalista inglese della BBC ha scritto a proposito dell'unicità della cultura cittadina.
La città è nota per la sua società aperta, relativamente liberale e tollerante rispetto ad altre città del Kurdistan. Secondo Al-Jazeera, la città ha una propria Chinatown a seguito dell'attrazione di investimenti stranieri. Circa 500 cinesi risiedono in città secondo Al Arabiya.